# I-name
i-name は XRI の一形式であり、ドメイン間およびアプリケーション間でリソースやデータを共有するために設計されたOASISのデジタル識別子のオープン標準規格である。i-name は人間が覚えて使うことができるよう考慮されたXRIである。例えば、個人 i-name は =Mary とか =Mary.Jones のように単純にできる。組織 i-name も @Acme とか @Acme.Corporation のように単純にできる。
XRI が設計された目的のひとつは「永続性アドレッシング」問題を解決することであった。それは、実際の連絡先を表すデータが頻繁に変わっても、個人や組織を一貫して特定するアドレスをどのように維持するか、という問題である。XRIでは、既存のIPアドレスとDNSの名前層（または、電話番号、インスタントメッセージのアドレスなどの各種アドレス）の上に抽象化アドレッシング層を追加することで解決した。この抽象化層は目新しいものではなく、URN (Uniform Resource Name) や他の永続性識別子アーキテクチャも同じ効果を有している。XRIのユニークな点は、以下の2種類の識別子に単一の構文規則と解決プロトコルを用意した点である。
i-name
ドメイン名に似ているがより単純で使いやすい人間が扱いやすい識別子。ドメイン名のように長期に渡って使用されるが、別のリソースや別の所有者に転送されたり再割り当てされたりする。例えば企業が社名を変更した場合、古い i-name を他の企業に売ることもでき、その際両社は i-number を保持する。i-name とドメイン名の最大の違いは、i-name にはそれと同義の永続的な i-number （下記）が対応している点である。
i-number
IPアドレスのように機械が扱いやすい識別子。リソース（個人、組織、アプリケーション、ファイル、デジタルオブジェクトなど）に対して割り当てられ、再割り当ては決して行わない。すなわち、i-number はネットワーク上のリソースを指定するのに使われ、そのリソースがネットワーク上でアクセス可能な期間に限って有効である。ネットワークのルーターにとって扱いやすいように設計されている。
XRI の構文規則では、i-name と i-number を同じXRI内に結合できる。XRIはリソースに対して i-name と i-number という別名をサポートし、一方は実世界での変化を反映し、もう一方は属性の変化に左右されない永続的な識別子を提供する。HTTP(S)ベースのXRI解決プロトコルは、対象リソースを表すXRDSドキュメントの i-name と i-number の両方を解決できる。
XRI はDNSとIPアドレスのシステムと互換性があり、ドメイン名やIPアドレスを i-name（まれに i-number）として使うことができる。DNS名と同様、XRI はファイルのパス名のように階層化できる。例えば、企業が全体を表すトップレベルの i-name を登録し、部門に対応して下位レベルの i-name を登録し、従業員ごとの i-name を登録するというような場合が考えられる。以下に例を挙げる。
```
=Mary.Jones*Henry
@Example.Corp*Ecuador*Quito
```

XRI解決プロトコルを XRDS ドキュメントに使うことで i-name を解決でき、それが表すデジタルアイデンティティにアクセスするための各種サービスを得ることができるため、i-name を unified digital addresses（統一デジタルアドレス）とも呼ぶ。OpenID、OAuth、XDI といったサービスは識別子の制御下にある各種データを提供できる。識別子の所有者がアクセスを制御するため、プライバシーは保護されている。例えば、=Mary.Jones の登録者がいたとして、これは電子メールアドレスではないので、この i-name でスパムを受け取ることはない。=Mary.Jones からメールアドレスを得るには、登録者の許可を必要とし、そのような要求は i-broker が妥当かどうかを検証する。
さらに、=names は個人、@names は組織を表し、+names は一般概念を表す。これは英語の普通名詞に対応しており、例えば +flowers、+phone.number、+table.of.contents などが考えられる。総称的な +names は共有データの正確な型を指定するためのXRI相互参照として使えるため、分散データ共有において非常に有効である。例えば、=Mary.Jones/(+phone.number)/(+daytime) や @Acme/(+phone.number)/(+daytime) は、それぞれ Mary と Acme の日中の電話番号を要求するのに使う。